# F. Carlton Ball
F. Carlton Ball (* 2. April 1911 in Sutter Creek, Kalifornien; † 5. Juni 1992 in Tacoma, Washington) war ein multidisziplinärer Künstler, der in den Bereichen Malerei, Schmuck, Bildhauerei und Keramik tätig war. Ball ist vor allem für seine auf der Drehscheibe gedrehten, glasierten und figurativ verzierten Gefäße bekannt, die häufig Elemente aus der Natur darstellen.

## Leben
Carlton Ball wurde im kalifornischen Sutter Creek geboren. Inspiriert durch den Wandmaler Diego Rivera studierte Ball an der University of Southern California, wo er mit einem Master of Fine Arts in Wandmalerei abschloss. Während seines Studiums arbeitete er mit Glen Lukens zusammen und erlernte das Töpfern an der Töpferscheibe. 1939 heiratete er die Emaillekünstlerin Kathryn Uhl (1910–2000). In den 1950er Jahren zog Carlton Ball nach Madison, Wisconsin, wo er ein Atelier eröffnete und Aaron Bohrod kennenlernte, mit dem er zusammenarbeitete. Im weiteren Verlauf seiner Karriere begann er, großformatige Werke zu schaffen, von denen einige einen Meter hoch waren. Carlton Ball ist auch für sein Interesse an Schmuck bekannt. Er schrieb mehrere Bücher über künstlerische Techniken. Seine Lehrtätigkeit führte Ball an acht verschiedene Universitäten, darunter die University of Southern California, die University of Puget Sound und das California College of Arts and Crafts. Seine letzte Lehrtätigkeit übte er am Tacoma Community College aus, bevor er 1992 verstarb.
Balls Werke befinden sich in den öffentlichen Sammlungen des Museum of Art and Design in New York, des Art Institute of Chicago und des Oakland Museum of California.

## Werk
Ball war bekannt für seine großformatigen, auf der Töpferscheibe gedrehten Keramikgefäße, die oft von seiner Frau Kathryn Uhl Ball oder dem Maler Aaron Bohrod glasiert und dekoriert wurden. Seine Werke zeichnen sich durch figürliche Dekorationen aus, die häufig Naturelemente darstellen.